# Бреј ла Реорт
Бреј ла Реорт (фр. Breuil-la-Réorte) насеље је и општина у западној Француској у региону Поату-Шарант, у департману Приморски Шарант која припада префектури Рошфор.
По подацима из 2011. године у општини је живело 443 становника, а густина насељености је износила 27,57 становника/km². Општина се простире на површини од 16,07 km². Налази се на средњој надморској висини од 40 метара (максималној 63 m, а минималној 21 m).

## Демографија
| 1962. | 1968. | 1975. | 1982. | 1990. | 1999. | 2011. |
| ----- | ----- | ----- | ----- | ----- | ----- | ----- |
| 335   | 365   | 328   | 353   | 329   | 312   | 443   |

График промене броја становника у току последњих година